# Paradiplospinus gracilis
Paradiplospinus gracilis és una espècie de peix pertanyent a la família dels gempílids.

## Descripció
- Pot arribar a fer 52 cm de llargària màxima.
- Cos molt allargat, boca grossa i dents semblants a ullals.
- El color del cos i de les aletes és negre marronós.
- Ulls grossos.
- 35-38 espines i 26-30 radis tous a l'aleta dorsal i 2 espines i 24-29 radis tous a l'anal.
- 60-64 vèrtebres.[6][7]

## Reproducció
La maduresa sexual ja la té plenament assolida per a quan arriba a 35-40 cm de longitud.

## Depredadors
És depredat per l'albatros cellanegre (Diomedea melanophris) a l'Antàrtida i l'ós marí subantàrtic (Arctocephalus tropicalis) a les illes del Príncep Eduard.

## Hàbitat
És un peix marí i batidemersal que viu entre 368 i 626 m de fondària del talús continental superior i entre les latituds 16°S-30°S i 3°E-15°E. Els joves, probablement, són pelàgics o mesopelàgics.

## Distribució geogràfica
Es troba a l'Atlàntic sud-oriental: Namíbia, l'oest de Sud-àfrica i les illes Kerguelen.

## Observacions
És inofensiu per als humans.